# Leidsekade 68-69 (Amsterdam)
Leidsekade 68 en 69 is een gebouw in Amsterdam-Centrum.

## Geschiedenis
Het gebouw stamt uit ongeveer 1883 en is ontworpen door architect Jan de Haan. Deze architect en ook steenhouwer liet zich inspireren door de renaissanace en kwam met een gebouw in de neorenaissancestijl. Die stijl bracht met zich mee dat behalve de bouwstijlelementen uit die periode ook veelvuldig beeldhouwkunst in de gevel werd verwerkt. Dat beeldhouwwerk kwam deels van de hand van Johannes Franse. Het gebouw is geplaatst in een van de toen net aangelegde bochten van de Leidsekade, langs de aansluiting Leidsegracht en Singelgracht. Op de bouwtekeningen staat dan ook vermeld "aan de Verlengde Leidsegracht". Het gebouw krult met die bocht mee waardoor het een halfronde en halfvierkante plattegrond heeft. Het gebouw wordt geflankeerd door koopmanshuizen die aanzienlijk eenvoudiger van opzet zijn. Dit is een gevolg van de toenmalige stadsuitbreiding hier. Nieuwe gebouweigenaren, aannemers of makelaars (of een combinatie daarvan) kochten een perceel, bouwden vervolgens en gingen er wonen of verkochten het. Dit had tot gevolg dat per perceel andersoortige gebouwen werden neergezet. Het gebouw 68, 69 valt niet alleen op door het beeldhouwwerk, maar ook door het vele pleisterwerk. Het beeldhouwwerk van de nummers 68 en 69 laat behalve een over de gevel verspreide familie (?) ook het uitoefenen van het vak van aannemer, architect en steenhouwer zien.  
Ook het belendende pand Leidsekade 70 is door De Haan ontworpen, als ook Marnixstraat 382, dat aansluit op de achterkant van het gebouw Leidsekade 68. Deze gebouwen zijn geen monument. 
Het geheel werd vermoedelijk gebouwd door de aannemerscombinatie Cerlijn & De Haan, waarin Jans broer werkzaam was. Het gebouw is per 13 december 2008 een gemeentelijk monument.

## Afbeeldingen

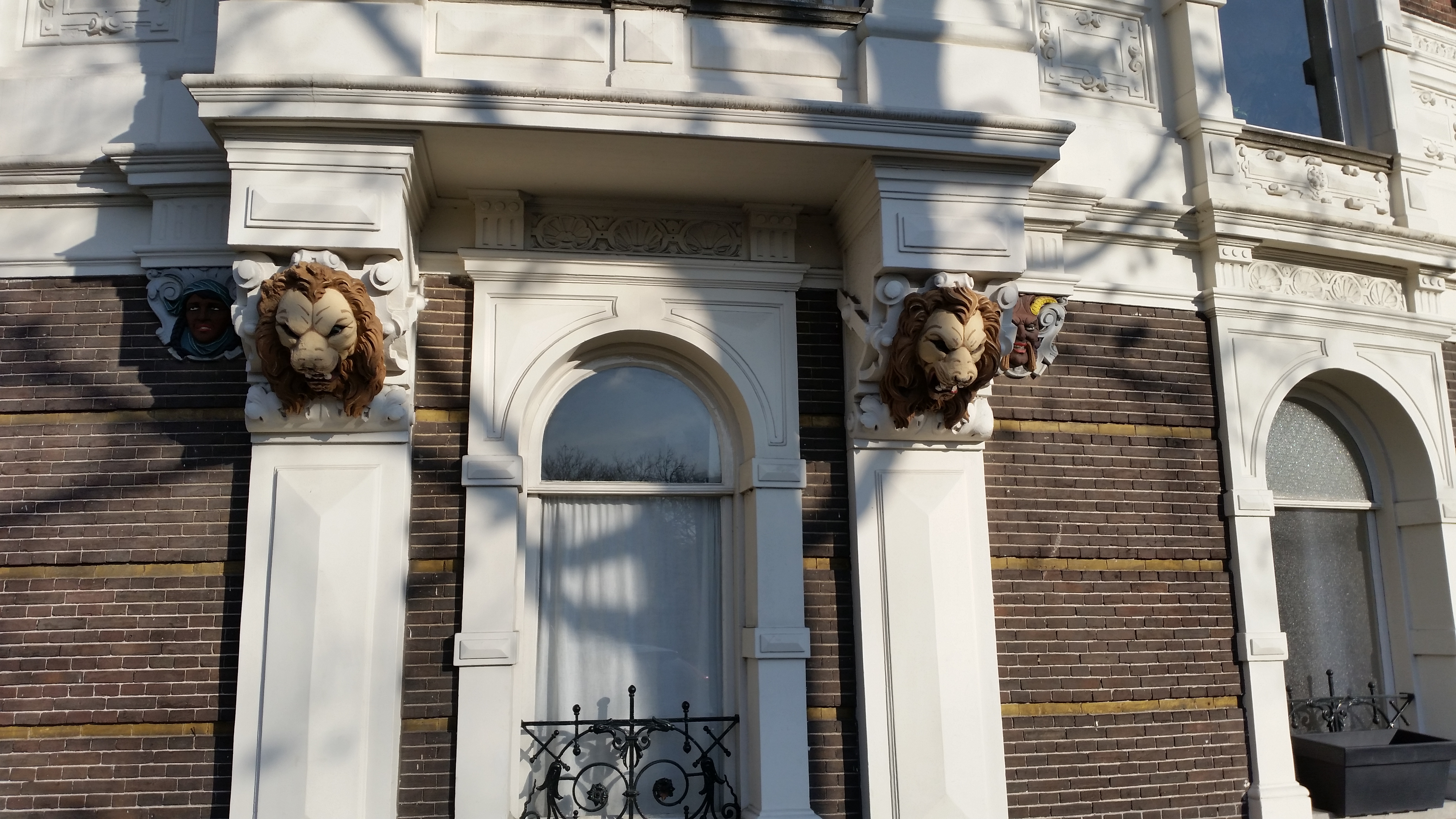
Leeuwenkoppen (november 2019)
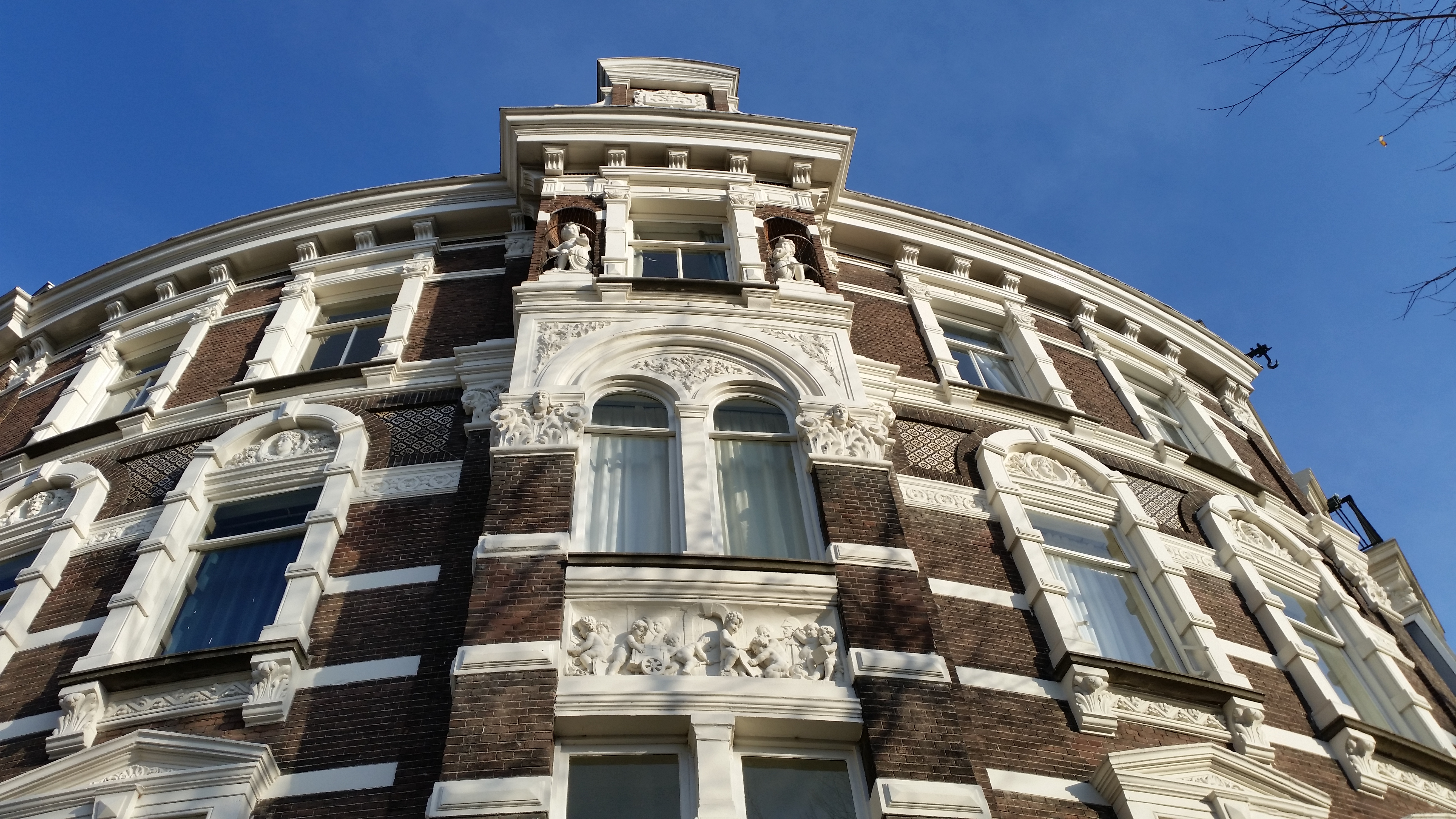
Beeldhouwwerk tot hoog in de gevel (november 2019)
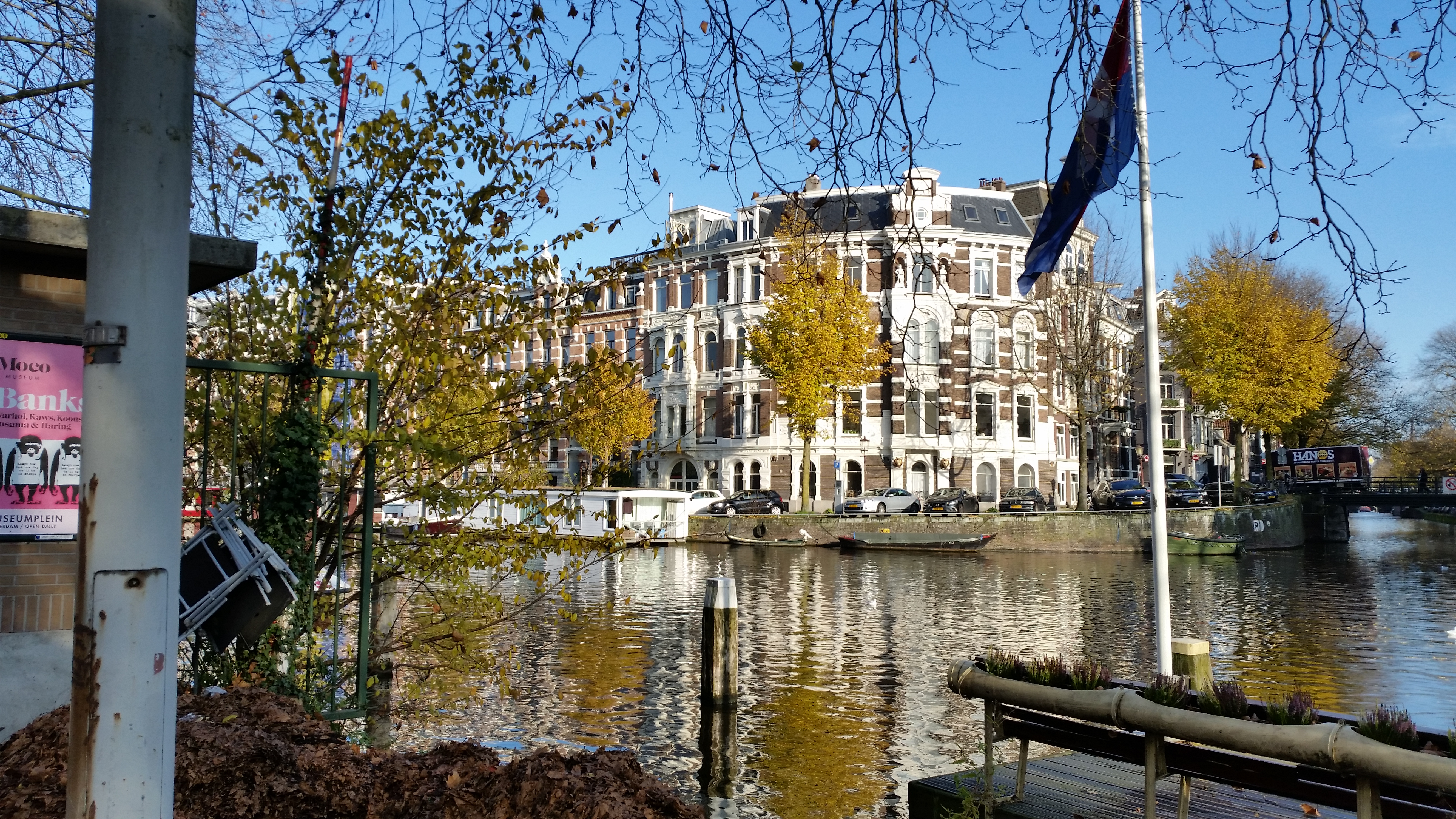
Gebouw in zijn omgeving (november 2019)
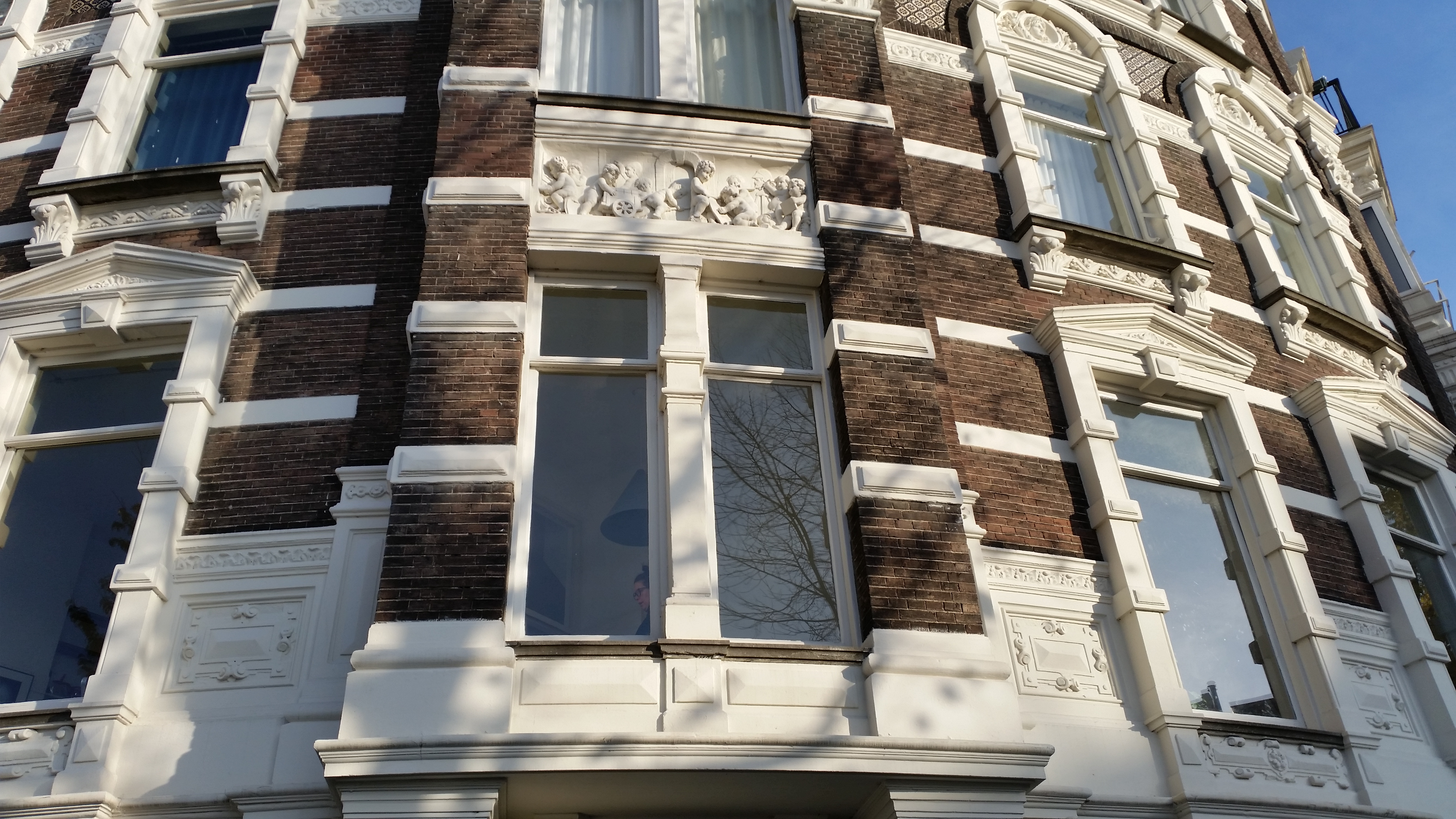
Kinderfries (november 2019)